# Raïon de Rassony
Le raïon de Rassony (en biélorusse : Расонскі раён, Rassonski raïon ; en russe : Россонский район, Rassonski raïon) est une subdivision de la voblast de Vitebsk, en Biélorussie. Son centre administratif est la ville de Rassony.

## Géographie
Le raïon couvre une superficie de 1 927,58 km2, dans le nord de la voblast. Le raïon de Rassony est limité au nord et à l'est par la Russie (oblast de Pskov), au sud par le raïon de Polatsk et à l'ouest par le raïon de Verkhniadzvinsk.

### Réserve naturelle
- Chyrvony Bor est sur le territoire du raïon, en partage avec celui de Verkhniadzvinsk.

## Histoire
Le raïon de Rassony a été créé le 17 juillet 1924.

## Population

### Démographie
Les résultats des recensements de la population (*) font apparaître une diminution rapide de la population du raïon depuis 1959.
| 1959*  | 1970*  | 1979*  | 1989*  | 1999*  | 2009*  |
| ------ | ------ | ------ | ------ | ------ | ------ |
| 18 030 | 17 094 | 16 181 | 15 349 | 15 178 | 11 514 |

### Nationalités
Selon les résultats du recensement de 2009, la population du raïon se composait essentiellement des deux nationalités suivantes :
- 89,41 % de Biélorusses ;
- 8,97 % de Russes.

### Langues
En 2009, la langue maternelle était le biélorusse pour 69,77 % des habitants du raïon de Rassony et le russe pour 29,49 %. Le biélorusse était parlé à la maison par 42,44 % de la population et le russe par 54,16 %.